# Priest...Live!
Priest...Live! is het tweede livealbum van de Britse heavymetalband Judas Priest, uitgebracht in 1987. Op dit livealbum staan geen liedjes van de albums van de jaren zeventig. Daarom hoorde dit harder aan dan Unleashed in the East.

## Tracklisting

### Cd 1
1. "Out In The Cold"
2. "Heading Out To The Highway"
3. "Metal Gods"
4. "Breaking The Law"
5. "Love Bites"
6. "Some Heads Are Gonna Roll"
7. "The Sentinel"
8. "Private Property"

### Cd 2
1. "Rock You All Around The World"
2. "Electric Eye"
3. "Turbo Lover"
4. "Freewheel Burning"
5. "Parental Guidance"
6. "Living After Midnight"
7. "You've Got Another Thing Comin'"
8. "Screaming For Vengeance" (bonustrack 2002)
9. "Rock Hard, Ride Free" (bonustrack 2002)
10. "Hell Bent For Leather" (bonustrack 2002)